# Samuel Hayim
Samuel Hayim (* 18. oder 19. Jahrhundert; † nach 1841) war ein jüdischer Gelehrter des 19. Jahrhunderts und von 1839 bis 1841 der Großrabbiner (Chacham Baschi) des Osmanischen Reichs in Konstantinopel.